# Sutter Creek
Sutter Creek är en ort i Amador County, Kalifornien, USA.